# Người nội di tản
Người nội di tản hay người di cư trong nước (tiếng Anh: Internally displaced person; viết tắt: IDP) là người bị buộc phải rời khỏi nhà của họ nhưng vẫn ở trong biên giới của đất nước họ. Họ thường được gọi là người tị nạn, mặc dù họ không nằm trong các định nghĩa pháp lý về người tị nạn.
Vào cuối năm 2014, ước tính có 38,2 triệu IDP trên toàn thế giới, mức cao nhất kể từ năm 1989, năm đầu tiên có số liệu thống kê toàn cầu về IDP. Tính đến ngày 3 tháng Năm năm 2022, các quốc gia có dân số IDP lớn nhất là Ukraine (8 triệu), Syria (7,6 triệu), Iraq (3,6 triệu), Cộng hòa Dân chủ Congo (2,8 triệu), Sudan (2,2 triệu), Nam Sudan (1,9 triệu), Pakistan (1,4 triệu), Nigeria (1,2 triệu) và Somalia (1,1 triệu).
Liên Hợp Quốc và UNHCR hỗ trợ giám sát và phân tích các IDP trên toàn thế giới thông qua Trung tâm Giám sát Di cư Nội bộ có trụ sở tại Geneva.

Lực lượng bảo vệ biên giới giúp những người tị nạn Ukraine vượt qua biên giới vào Ba Lan vào ngày 7 tháng Ba năm 2022 tránh khỏi cuộc xâm lược của quân đội Nga vào Ukraine bắt đầu vào ngày 24 tháng Hai năm 2022, một phần của Chiến tranh Nga-Ukraine